# 普里斯特利环形山

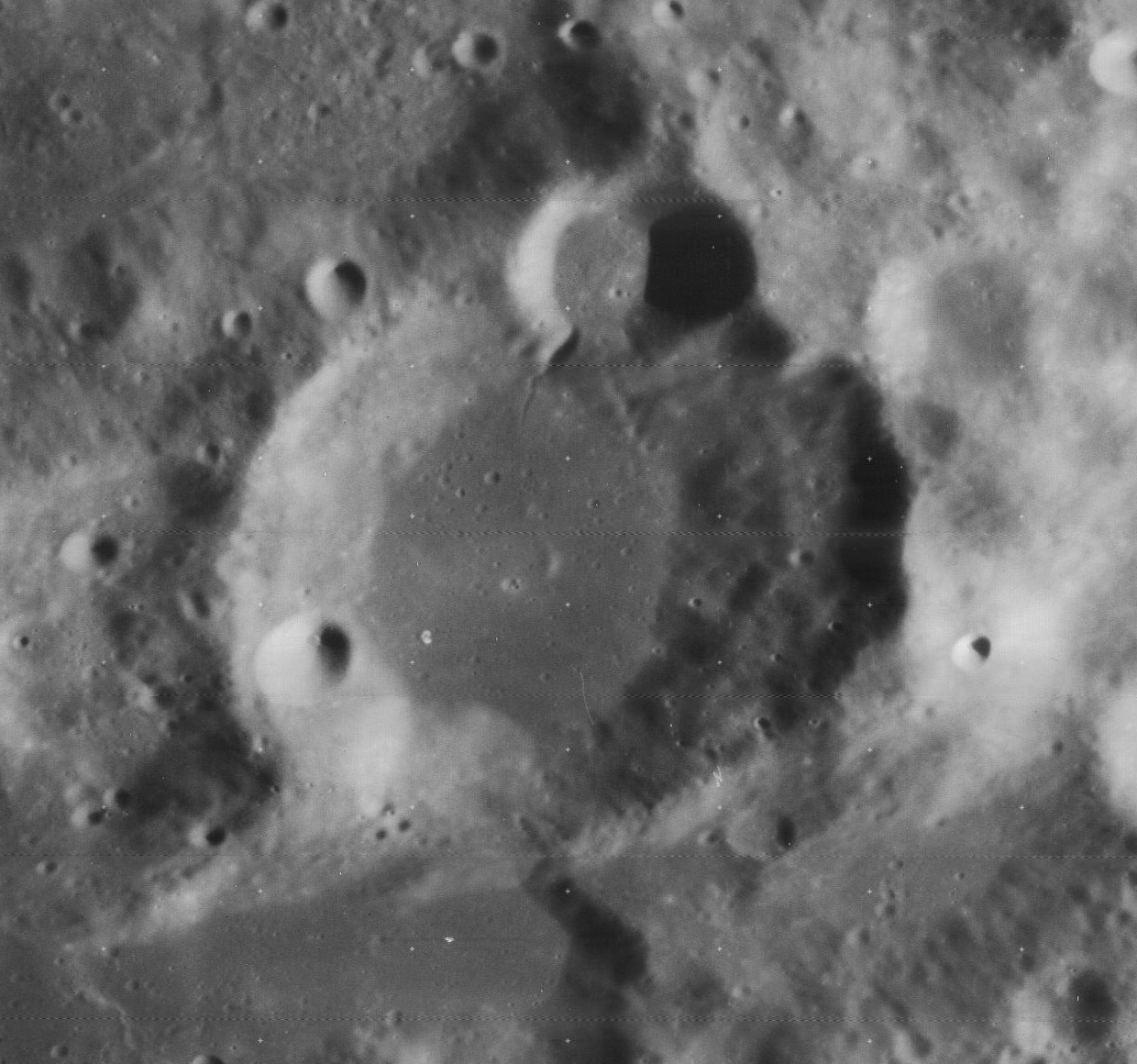
月球轨道器4号拍摄的图像

普里斯特利环形山(Priestley)是月球背面南半球一座古老的大撞击坑，约形成于酒海纪，其名称取自英国化学家约瑟夫·普利斯特里(1733年-1804年)，1970年被国际天文学联合会正式批准接受。

## 描述
该陨坑西北毗邻库格勒环形山；东北偏东靠近卡塞格林环形山；木村陨石坑位于它的东面，东南和西南偏西分别坐落着范维克陨石坑和钱柏林环形山，普里斯特利环形山的西南则是修长、笔直的薛定谔月谷。该陨坑的中心月面坐标为56°43′S 108°28′E / 56.71°S 108.47°E，直径54.9公里，深度为2.4公里。
普里斯特利环形山是一座已磨损的圆形撞击坑，南部有一道大月谷。陨坑内外侧壁已钝化，但边缘仍为清晰。西北偏北侧坑壁上横跨着卫星坑"普里斯特利 X"，而西南偏南内壁上嵌入了一座较小但相对年轻的撞击坑，而另一座更古老的撞击构造连接在它的西南外壁上。该陨坑内侧坡壁宽厚不匀，东南内侧壁较其它部分更狭窄。坑壁平均高出周边地形1140米，内部容积约有2200公里3。碗状的坑底相对平坦，可能已被熔岩覆盖，除散布有许多细小的陨坑外，无其它典型的地貌结构。
普里斯特利环形山以南地表有一片被熔岩淹没的洼地，形成一处低反照率的平坦平原。该区域向西延伸，然后折转到西北，其长度相当于普里斯特利环形山宽度的四倍。

## 卫星陨石坑
按惯例，最靠近普里斯特利环形山的卫星坑在月图上以字母标注在该坑中心点的旁边。

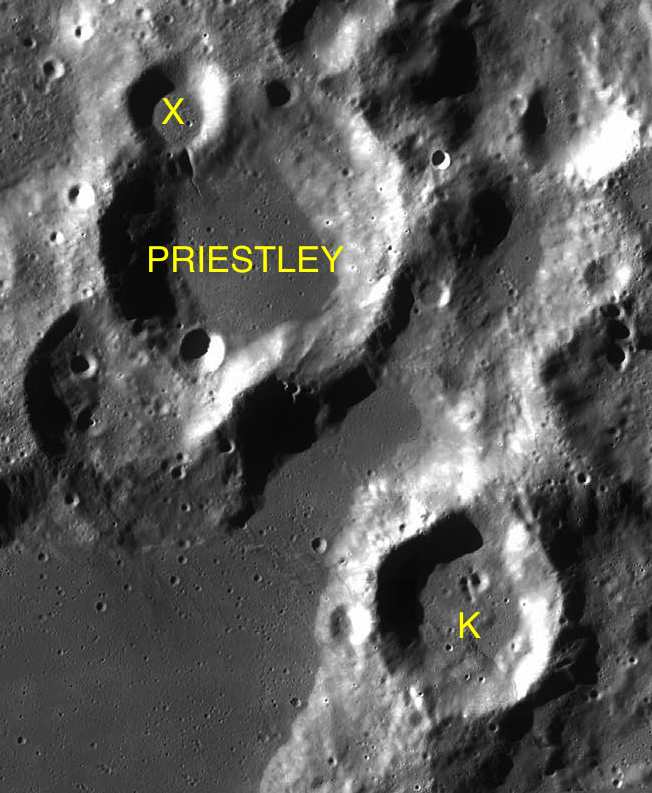
LAC-130 月图

| 普里斯特利 | 纬度    | 经度     | 直径    |
| ---------- | ------- | -------- | ------- |
| K          | 59.0° S | 110.5° E | 35 公里 |
| X          | 56.5° S | 107.8° E | 14 公里 |

- 卫星坑"普里斯特利 K"形成于酒海纪[1]。

## 另请参阅
- Andersson, L. E.; Whitaker, E. A. . NASA RP-1097. 1982.
- Blue, Jennifer. . USGS. July 25, 2007  [2007-08-05]. （原始内容存档于2020-05-30）.
- Bussey, B.; Spudis, P. . New York: Cambridge University Press. 2004. ISBN 978-0-521-81528-4.
- Cocks, Elijah E.; Cocks, Josiah C. . Tudor Publishers. 1995. ISBN 978-0-936389-27-1.
- McDowell, Jonathan. . Jonathan's Space Report. July 15, 2007  [2007-10-24]. （原始内容存档于2015-01-12）.
- Menzel, D. H.; Minnaert, M.; Levin, B.; Dollfus, A.; Bell, B. . Space Science Reviews. 1971, 12 (2): 136–186. Bibcode:1971SSRv...12..136M. doi:10.1007/BF00171763.
- Moore, Patrick. . Sterling Publishing Co. 2001. ISBN 978-0-304-35469-6.
- Price, Fred W. . Cambridge University Press. 1988. ISBN 978-0-521-33500-3.
- Rükl, Antonín. . Kalmbach Books. 1990. ISBN 978-0-913135-17-4.
- Webb, Rev. T. W.  6th revised. Dover. 1962. ISBN 978-0-486-20917-3.
- Whitaker, Ewen A. . Cambridge University Press. 1999. ISBN 978-0-521-62248-6.
- Wlasuk, Peter T. . Springer. 2000. ISBN 978-1-85233-193-1.